# Сръбски владетели

## Ранни сръбски владетели (князе)
- Звонемир, баща на Дърван
- Дърван (Дерван) от Бела Сърбия или Бойка (Бойки)
- неизвестен по име сръбски архонт (626 – 630/648) /син на Дърван/, който довежда сърбите на Балканите при император Ираклий
- Свевлад (630/648 – 660)
- Селимир (660 – 680)
- Владин (680 – 700)
- Ратимир (700 – 730)
- Вишеслав (730 – 780)
- Радослав (780 – 800/822)
- Просигой (800/822 – 825/836)

## Властимировичи
- Властимир (825/836 – 852)
- Мутимир (852/860 – 890), при чието управление около 870 г. става официалното покръстване на сърбите
- Първослав (891 – 892)
- Петър Гойникович (892 – 917) /първи велик жупан, насетне сръбските владетели се титуловат „велик жупан“/
- Павел Бранович (917 – 920/921)
- Захарий Първославлиевич (920/921 – 923/924), след който рашките земи са под пряка българска власт (924 – 928/931)
- Чеслав Клонимирович (923/924 – 950/960)
- Тихомир Тихомирович (950/960 – 980)
- Лютомир Тихомирович (980 – 999/1003)
- Лютомирович /син на Лютомир Тихомирович с неизвестно име/ (1003 – 1030) – Рашка е под българска власт до 1018 година
- Лютовит (1030 – 1034/1035), след което Рашка е под Зетската власт на Войславлевичи – виж Войславлевичи

С падането на Източна България и столицата Преслав под византийска власт (971), сръбското рашко жупанство също попада под византийска васална зависимост. Дуклянската хроника съобщава, че след смъртта на цар Петър, византийците покоряват едновременно България и Рашка. Рашкият жупан бяга при дуклянския (зетски) владетел Предимир, заедно със синовете си Плен, Радиград и дъщеря си Прехвала, която става съпруга на Предимир. След смъртта на император Йоан Цимисхий (976), Предимир помага на тъста си да си върне Рашка. Предполага се, че това става след като Самуил възстановява българската държавност в западните български земи (997).

## Велики жупанинаРашка
Константин Бодин (български цар под името Петър III) наследява титлата „крал на Дукля“ от баща си крал Михаил. По почина на цар Симеон, Константин Бодин предоставя Рашка за управление на Вукан, който приема по традиция титлата „велик жупан“.
- Вукан (1083 – 1114)
- Урош I (1118 – 1140)
- Урош II (1140 – 1161)
- Белош (1162)
- Деса (1155, 1161 – 1165)
- Тихомир Завидович (1165/1166 – 1168)
- Стефан Неманя (1168 – 1196)
- Стефан I Първовенчани (1196 – 1228)

## Кралена Сърбия
- Стефан I Първовенчани (1196 – 1228)
- Стефан Радослав (1228 – 1234)
- Стефан Владислав I (1234 – 1243)
- Стефан Урош I (1243 – 1276)
- Стефан II Драгомир (1276 – 1282)
- Стефан Урош II Милутин (1282 – 1321)
- Стефан Урош III Дечански (1321 – 1331)
- Стефан Урош IV Душан (1331 – 1355)

## Царе(Душаново царство)
- Стефан Урош IV Душан (1331 – 1355)
- Стефан Урош V (1355 – 1371)

## Царе(Синишино царство–ТесалияиЕпир)

### Тесалия
- Симеон Синиша (1359 – 1366)

### Епир
- Симеон Синиша (1359 – 1371)
- Йован Урош (1371 – 1372)

## Князе,деспотиижупани
- Лазар I (1371 – 1389) /княз/
- Стефан III Лазаревич (1389 – 1427) /деспот/

## Водачи на въстания вБелградския пашалък
- Карагеорги Петрович (1804 – 1813)

## Князе наСърбия
- Милош Обренович I (1830 – 1839)
- Милан Обренович II (1839)
- Михаил Обренович III (1839 – 1842)
- Александър Караджорджевич (1842 – 1858)
- Милош Обренович I (1858 – 1860)
- Михаил Обренович III (1860 – 1868)
- Милан Обренович IV (1868 – 1882)

## Крале наСърбия
- Милан I (1882 – 1889)
- Александър Обренович (1889 – 1903)
- Петър I (1903 – 1918)

## Крале насърби, хървати и словенци
- Петър I (1918 – 1921)
- Александър I (1921 – 1929)

## Крале наЮгославия
- Александър I (1929 – 1934)
- Петър II (1934 – 1945)